# 保罗·莫卡派乔斯
保羅·莫卡派喬斯 (Paul Mockapetris) 域名系統（DNS）的發明者，他在1983年的第882和在南加州大學裡資訊科學研究院所提出的883號因特網標準草案中提出DNS的架構。他發現了早期因特網，包括阿帕網中基於單個主機單一層面上的域名-IP地址轉換的缺陷，並提議將其改進為分佈式和動態的數據庫域名系統,也就是我們今天所用的域名系統的雛形。

## 生平
莫卡派喬斯在1971年從麻省理工學院(MIT)取得兩個學士學位(電機與物理)，而他的對資訊與電腦科學博士則是在1982年於UC Irvine取得。
在1978年，莫卡派喬斯加入了資訊科學研究院(ISI)，隨後即創造了第一個SMTP郵件伺服器。